# Anisomonas astigmatica
Anisomonas, monotipski rod zelenih algi iz porodice Pedinomonadaceae. Sinonim je za rod Pseudoscourfieldia, ali je morska alga A. astigmatica, taksonomski priznata.